# Bauhinia hildebrandtii
Bauhinia hildebrandtii är en ärtväxtart som beskrevs av Wilhelm Vatke. Bauhinia hildebrandtii ingår i släktet Bauhinia och familjen ärtväxter. Inga underarter finns listade i Catalogue of Life.